# آندری وولبه
آندری وولبه (آلمانی: André Wohllebe; ۸ ژانویهٔ ۱۹۶۲ – ۲۹ دسامبر ۲۰۱۴) قایقران کایاک اهل آلمان بود.